# Ommatius indicus
Ommatius indicus là một loài ruồi trong họ Asilidae. Ommatius indicus được Joseph & Parui miêu tả năm 1997. Loài này phân bố ở miền Ấn Độ - Mã Lai.